# Seiji Ozawa
Seiji Ozawa, em japonês 小澤 征爾 [Ozawa Seiji], (Shenyang, 1 de setembro de 1935 – Tóquio, 6 de fevereiro de 2024) foi um maestro de orquestra japonês. De 2002 a 2010 foi diretor musical da Ópera Estatal de Viena.

## Biografia

### Primeiros anos
Ozawa nasceu no dia 1 de setembro de 1935, de pais japoneses, nasceu em Mukden (atual Shenyang, China). Quando sua família retornou ao Japão, em 1944, ele iniciou seus estudos no piano, com Noboru Toyomasu, especialmente Bach. Após completar o ensino médio na Seijo Junior High School, Ozawa torceu seu dedo em uma partida de Rugby. Sem poder continuar a estudar piano, seu professor na escola de música Toho Gakuen, Hideo Saito, levou Ozawa a apresentar a 5ª Sinfonia de Beethoven, que foi decisiva em sua vida, passando de um pianista, a um maestro.

### Sucesso internacional
Após uma década de sua lesão no esporte, Ozawa ganhou seu primeiro prêmio como condutor na Competição Internacional de Maestros, em Besançon, na França. Seu sucesso levou o diretor da Orquestra Sinfônica de Boston, Charles Munch a convidá-lo para entrar no Centro de música Berkshire (atual Centro de Música Tanglewood) e lá estudou com Charles Munch e Pierre Monteux. Em 1960, logo após sua chegada, Ozawa ganhou o Prêmio Koussevitsky por ser um notável estudante, o Prêmio Koussevitsky era a mais alta honra do Centro de Música Tanglewood. Recebeu uma bolsa de estudos para estudar com o maestro da Orquestra Filarmônica de Berlim, Herbert von Karajan. Ozawa se mudou para Berlim Ocidental. Enquanto estudava com Karajan, atraiu a atenção do proeminente maestro americano Leonard Bernstein. Ozawa se tornou assistente de Bernstein durante as temporadas 1961–1962 e 1964–1965.
Em Dezembro de 1962 Ozawa se envolveu em uma polêmica, quando, alguns músicos da Orquestra Sinfônica NHK, insatisfeitos com seu estilo e personalidade, se recusaram a tocar sob sua direção. Ozawa se tornou o regente da rival desta, a Orquestra Filarmônica Japonesa. De 1964 a 1968, serviu como diretor musical do Festival de Ravinia, que no verão era a sede da Orquestra Sinfônica de Chicago.  
Ele foi diretor musical da Orquestra Sinfônica de Toronto de 1965 a 1969, e da Sinfônica de São Francisco de 1970 a 1977. EM 1972, ele conduziu a Sinfônica de São Francisco na sua primeira gravação comercial em uma década, as gravações eram músicas inspiradas em Romeu e Julieta de Shakespeare. Em 1973 ele levou a Sinfônica de São Francisco para uma turnê pela Europa, no qual estavam incluídas cidades como Paris, na qual a apresentação foi transmitida via satélite para a estação estéreo em São Francisco KKHI. Em 1974 ele se envolveu em uma disputa com o comitê dos músicos da Sinfônica de São Francisco, na qual este negou a apresentação da timpanista Elayne Jones e do fagotista Ryohei Nakagawa, dois jovens música que Ozawa havia selecionado. Ele retornou a São Francisco como um maestro convidado, incluindo um concerto em 1978 apresentando O Lago dos Cisnes de Tchaikovsky.  

### Orquestra Sinfônica de Boston
Entre 1964 e 1973, Ozawa regeu várias orquestras; ele se tornou diretor musical da Orquestra Sinfônica de Boston em 1973. Seu cargo na orquestra durou 29 anos, o maior tempo de regência de uma única orquestra de qualquer maestro, ultrapassando os 25 anos de Serge Koussevitzky.
Ozawa ganhou seu primeiro Emmy em 1976, pela sua série com a Orquestra Sinfônica de Boston na PBS, Evening at Symphony. Em 1994, a Sinfônica de Boston lhe dedicou sua nova sala de concertos, "Sala Seiji Ozawa" em comemoração de sua 20° temporada com a orquestra. Em 1994 ele ganhou seu segundo Emmy pelo em Melhor Performance Individual num programa de variedade ou de música por Dvořak in Prague: A celebration.
Com o objetivo de tornar as orquestras japonesas mais conhecidas e conseguir mais apresentações com artistas internacionais, Ozawa, em conjunto com Kazuyoshi Akiyama, fundou a Orcquestrea Saito Kinen em 1992. Desde sua criação, esta orquestra conquistou uma posição proeminente na comunidade musical internacional. 
No mesmo ano, ele estreou com na Metropolitan Opera em Nova Iorque. Ele causou controvérsia em 1996-1997 por mudanças súbitas no Centro de Música Tanglewood, o que levou Gilbert Kalish e Leon Fleisher a se demitirem em protesto.
Uma controvérsia alterou as várias percepções de seus trabalhos com a Sinfônica de Boston. Ozawa se afastou do cargo de diretor musical em 2002.
Ozawa foi um defensor da música clássica do século XX, estreando vários trabalhos, incluindo a Polifonia de São Francisco de György Ligeti e a ópera de Olivier Messiaen São Francisco de Assis em 1983. Ele também se tornou conhecido por seu modo de vestir durante as apresentações, ele se vestia formalmente com uma camisa branca de gola alta.

### Últimos trabalhos e morte
Em 2001, Ozawa foi reconhecido pelo Governo Japonês como uma Pessoa de Mérito Cultural. Em 2002, ele se tornou o diretor principal da Ópera Estatal de Viena. Ele continuou a desempenhar um papel fundamental como professor e administrador no Centro de Música Tanglewood, a sede de verão da Sinfônica de Boston que possui programas para profissionais e estudantes. No Dia de Ano Novo de 2002, Ozawa conduziu o concerto de Ano novo de Viena. Em 2005, ele fundou a Ópera Nomori de Tóquio, e conduziu sua produção da ópera de Richard Strauss, Elektra. Em fevereiro de 2007, a Ópera Estatal de Viena anunciou que Ozawa teve de cancelar todas as apresentações por motivos de saúde, como pneumonia e cobreiro. Ele voltou a conduzir em Março de 2007 na Ópera Nomori de Tóquio. Ozawa se afastou de seu cargo na Ópera Estatal de Viena em 2010. Foi sucedido por Franz Welser-Möst.
Em outubro de 2008, Ozawa foi agraciado com a Ordem Japonesa da Cultura, na qual a cerimônia de a cerimônia de entrega do prêmio foi realizada no Palácio Imperial.
Em Janeiro de 2010, Ozawa anunciou o cancelamento de todas as apresentações por seis meses, para se tratar se um Câncer no esôfago. O doutor de Ozawa, anunciou na época, que, o tumor havia sido descoberto em estágio inicial. Outros problemas de saúde de Ozawa, incluíam pneumonia uma cirurgia nas costas. Ainda com câncer, Ozawa e o escritor Haruki Murakami embarcaram em uma série de seis conversas sobre música clássica que formam que as bases do livro Absolutely in Music.
Em 2015, Ozawa recebeu o Prêmio Kennedy.
Morreu em 6 de fevereiro de 2024, aos 88 anos, em Tóquio devido à insuficiência cardíaca.

## Vida pessoal
Ozawa tinha três irmãos, Katsumi, Toshio e Mikio, e este último, se tornou um compositor e radialista em Tóquio. Ozawa era casado com Miki Irie ("Vera"), uma modelo e atriz. Ele já foi casado com a pianista Kyoko Edo. Ozawa teve três filhos com Irie, uma filha chamada Seira e um filho chamado Yukiyoshi, ambos criados no Japão, para que criassem raízes lá, porém, devido a isso, passavam longos períodos longes de Ozawa, que trabalhava na Sinfônica de Boston.  Ozawa se tornou um fã dos Boston Red Sox e New England Patriots.
Ozawa e o celista e condutor Mstislav Rostropovich viajaram pelo Japão durante os últimos anos do celista. Durante esse período, realizaram concertos e auxiliaram estudantes.

## Discografia
Fonte:
- Bartók:
  - The Miraculous Mandarin, Op. 19, Sz. 73 (suite); Music for Strings, Percussion and Celesta. BSO, 1977 – DG
  - The Miraculous Mandarin, Concerto para Orquestra. BSO, 1994 – Philips
  - Music for Strings, Percussion and Celesta; Concerto para viola. Berlin Philharmonic, 1992, 1989 – DG
- Berlioz:
  - Symphonie fantastique. BSO, 1973 – DG
  - Roméo et Juliette. BSO, 1976 – DG
  - Grande Messe des Morts. BSO, 1993 – RCA
  - La damnation de Faust. Tanglewood Festival Chorus, BSO, Edith Mathis, Stuart Burrows, Donald McIntyre, 1974 – DG
  - Nuits d'été. BSO, Frederica von Stade, 1984 – Sony
- Brahms: Symphony No. 1. BSO, 1977 – DG
- Debussy: La damoiselle élue, Tanglewood Festival Chorus, BSO, Susanne Mentzer, Frederica von Stade, 1984 - Sony
- Dutilleux: The Shadows of Time. BSO, 1998 – Erato
- Dvořák:
  - Dvořák in Prague: A Celebration. Prague Philharmonic Chorus, Boston Symphony Orchestra, Rudolf Firkušný, Yo-Yo Ma, Itzhak Perlman, Frederica von Stade, 1994 – Sony, 2007 – Kultur Video
  - Concerto para violoncelo in B minor. Mstislav Rostropovich, Boston Symphony Orchestra, 1987 – Erato
- Falla: El sombrero de tres picos. BSO, Teresa Berganza, 1977 – DG
- Franck: Symphony in D minor. BSO, 1993 – DG
- Ives: Symphony No. 4; Central Park in the Dark. BSO, 1976 – DG
- Lalo: Symphonie espagnole. Anne-Sophie Mutter, violin, Orchestre National de France, 1984 – EMI
- Liszt: Piano Concertos Nos. 1 & 2, Totentanz. Krystian Zimerman, piano. BSO, 1987 – DG
- Mahler:
  - Symphony No. 1; Blumine. BSO, 1977 – DG
  - Symphony No. 8. BSO, Tanglewood Festival Chorus, 1981 – Philips
  - Symphony No. 9. Saito Kinen Orchestra. Gravado em Tokyo Jan. 2–4, 2001. Sony.
- Mendelssohn: A Midsummer Night's Dream. Tanglewood Festival Chorus, BSO, Kathleen Battle, Judi Dench, Frederica von Stade, 1994 – DG
- Orff: Carmina Burana. New England Conservatory Chorus, BSO, Evelyn Mandac, Stanley Kolk, Sherrill Milnes, 1970 – RCA
- Panufnik: Sinfonia Votiva (Symphony No. 8). Boston Symphony Orchestra, 1982 – Hyperion
- Poulenc
  - Concerto for Organ, Strings and Timpani. BSO, Simon Preston, 1993 – DG
  - Gloria; Stabat Mater. Kathleen Battle, BSO, 1987 – DG
- Prokofiev:
  - Piano Concerto No. 2, Yundi, piano. Berlin Philharmonic, 2007 – DG
  - Symphonie Concertante. Mstislav Rostropovich, London Symphony Orchestra, 1987 – Erato
  - Symphonies. Berlin Philharmonic, 1989–1992 – DG
- Ravel:
  - Shéhérazade. BSO, Frederica von Stade, 1981 – Sony
  - Boléro; Rhapsodie espagnole; Valses nobles et sentimentales; Ma mère l'Oye; Menuet antique; Le Tombeau de Couperin; La valse; Alborada del gracioso; Miroirs; Pavane pour une infante défunte; Daphnis et Chloé. BSO, 1974–1975 – DG
  - Piano Concerto in G. Yundi, Berlin Philharmonic Orchestra, 2007 – DG
- Respighi:
  - Ancient Airs and Dances, 1979 – DG
  - Roman Festivals; Fountains of Rome; Pines of Rome. BSO, 1978 – DG
- Russo: Three Pieces for Blues Band and Symphony Orchestra; San Francisco Symphony, 1972 – DG
- Saint-Saens: Symphony No. 3; Phaeton; Le Rouet d'Omphale. Philippe Lefebvre, organ. National Orchestra of France, 1986 – EMI
- Sarasate: Zigeunerweisen. Anne-Sophie Mutter, National Orchestra of France, 1984 – EMI
- Sessions: Concerto para Orquestra. BSO, 1982 – Hyperion
- Shostakovich: Concerto para violoncelo No. 1. Rostropovich, London Symphony Orchestra, 1987 – Erato
- Stravinsky:
  - Oedipus rex. Peter Schreier, Jessye Norman, Jocasta. Saito Kinen Orchestra, 1992 – Philips
  - Suite from The Firebird; Petrouchka. BSO, 1970 – RCA
  - The Firebird (1910). Orchestre de Paris, 1973 – EMI
  - The Rite of Spring. Chicago Symphony Orchestra, 1968 – RCA
- Takemitsu: Quatrain (com Tashi); Um bando desce ao Jardim Pentagonal. BSO, 1980 – DG
- Tchaikovsky:
  - Symphony No. 5. BSO, 1977 – DG
  - Symphonie No. 6. BSO, 1986 – Erato
  - Variations on a Rococo Theme. BSO, 1987 – Erato
- Vivaldi: The Four Seasons. BSO, 1982 – Telarc